# Vlkyňa
Vlkyňa (węg. Velkenye) – wieś (obec) na Słowacji położona w kraju bańskobystrzyckim, w powiecie Rymawska Sobota. Pierwsze wzmianki o miejscowości pochodzą z roku 1216.
Według danych z dnia 31 grudnia 2012, wieś zamieszkiwało 356 osób, w tym 180 kobiet i 176 mężczyzn.
W 2001 roku rozkład populacji względem narodowości i przynależności etnicznej wyglądał następująco:
- Słowacy – 2,51%
- Czesi – 0,31%
- Romowie – 0,94%
- Węgrzy – 96,24%

Ze względu na wyznawaną religię struktura mieszkańców kształtowała się w 2001 roku następująco:
- Katolicy rzymscy – 92,48%
- Ewangelicy – 0,31%
- Ateiści – 1,57%
- Nie podano – 1,88%